# 5387 Casleo
5387 Casleo eller 1980 NB är en asteroid i huvudbältet som upptäcktes den 11 juli 1980 av Cerro El Roble Station. Den är uppkallad efter El Leoncito Astronomical Complex.
Asteroiden har en diameter på ungefär 5 kilometer och den tillhör asteroidgruppen Nysa.